# KGA 10-525
KGA 10-525 è il fossile di un cranio appartenente a un Australopithecus boisei, ritrovato nel 1993 a Konso, in Etiopia, da   A. Amzaye, datato a 1.4 milioni di anni fa.

## Descrizione
Il teschio, tra i più grandi della specie, ha una capacità cranica di 545 cm² e appartiene probabilmente ad un maschio adulto di grandi dimensioni.